# Schmerikon
Schmerikon é uma comuna da Suíça, no Cantão São Galo, com cerca de 3.262 habitantes. Estende-se por uma área de 4,16 km², de densidade populacional de 784 hab/km². Confina com as seguintes comunas: Eschenbach, Jona, Tuggen (SZ), Uznach.
A língua oficial nesta comuna é o Alemão.